# Vườn quốc gia Etosha

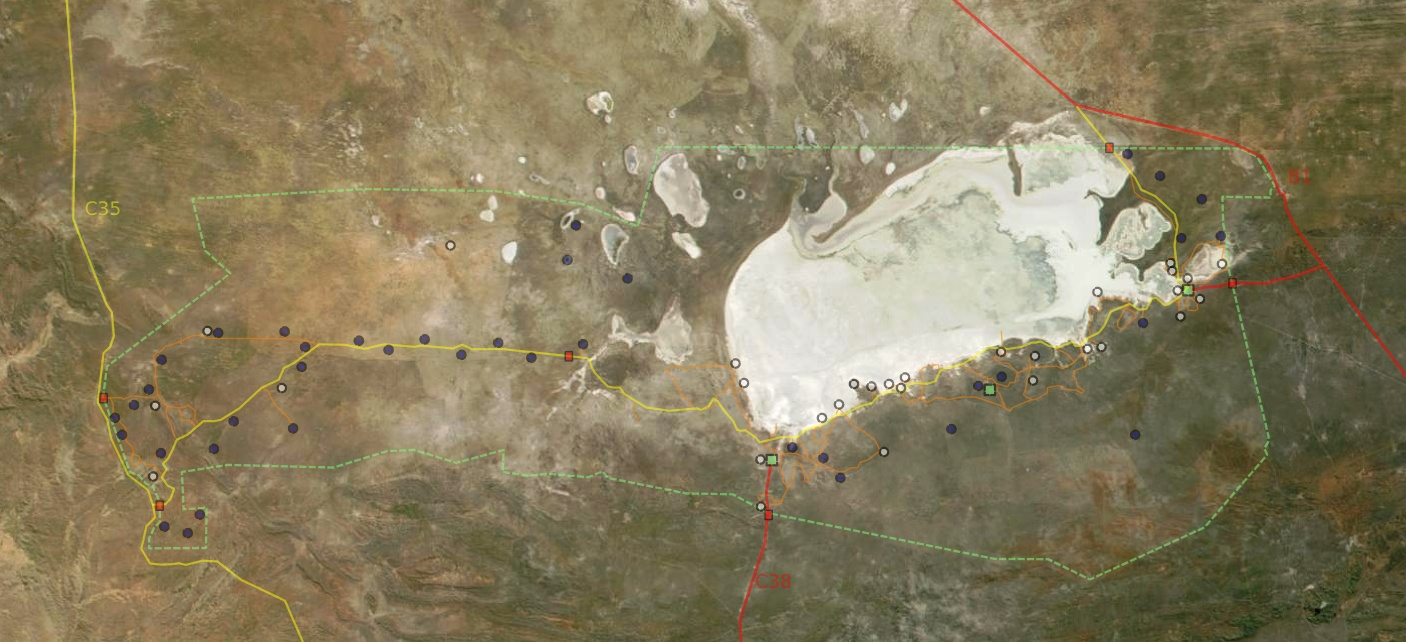
Hình ảnh vệ tinh vườn quốc gia

Vườn quốc gia Etosha là một vườn quốc gia ở tây bắc Namibia. Vườn quốc gia này được tuyên bố một khu bảo tồn săn bắn ngày 22 tháng 3 năm 1907 tại Pháp lệnh 88 của Thống đốc Đức của Tây Nam Phi, Tiến sĩ Friedrich von Lindequist. Nó được thiết kế như là Wildschutzgebiet Nr. 2 có nghĩa là Khu săn bắn giải trí số 2, theo số thứ tự theo West Caprivi (Khu bảo tồn săn bắn giải trí số 1) và trước Khu bảo tồn săn bắn giải trí số 3. Năm 1958, Khu bảo tồn săn bắn giải trí số 2 đã trở thành Công viên săn bắn giải trí Etosha và được nâng lên tình trạng vườn quốc gia vào năm 1967 bởi một đạo luật của nước Cộng hòa Nam Phi mà quản lý Tây Nam Phi trong thời gian đó.
Vườn quốc gia Etosha có diện tích 22.270 km2 (8.600 dặm vuông) và được đặt tên từ chảo Etosha lớn gần như nằm hoàn toàn trong công viên. Chảo Etosha (4.760 km2 (1.840 dặm vuông)) chiếm 23% diện tích của tổng diện tích của Vườn quốc gia Etosha.. Vườn quốc gia này là nơi sinh sống của hàng trăm loài động vật có vú, chim và bò sát,bao gồm một số loài bị đe dọa và có nguy cơ tuyệt chủng như tê giác đen.
Vườn quốc gia này nằm ở vùng Kunene và có chung ranh giới với các khu vực của Oshana, Oshikoto và Otjozondjupa.

## Động vật

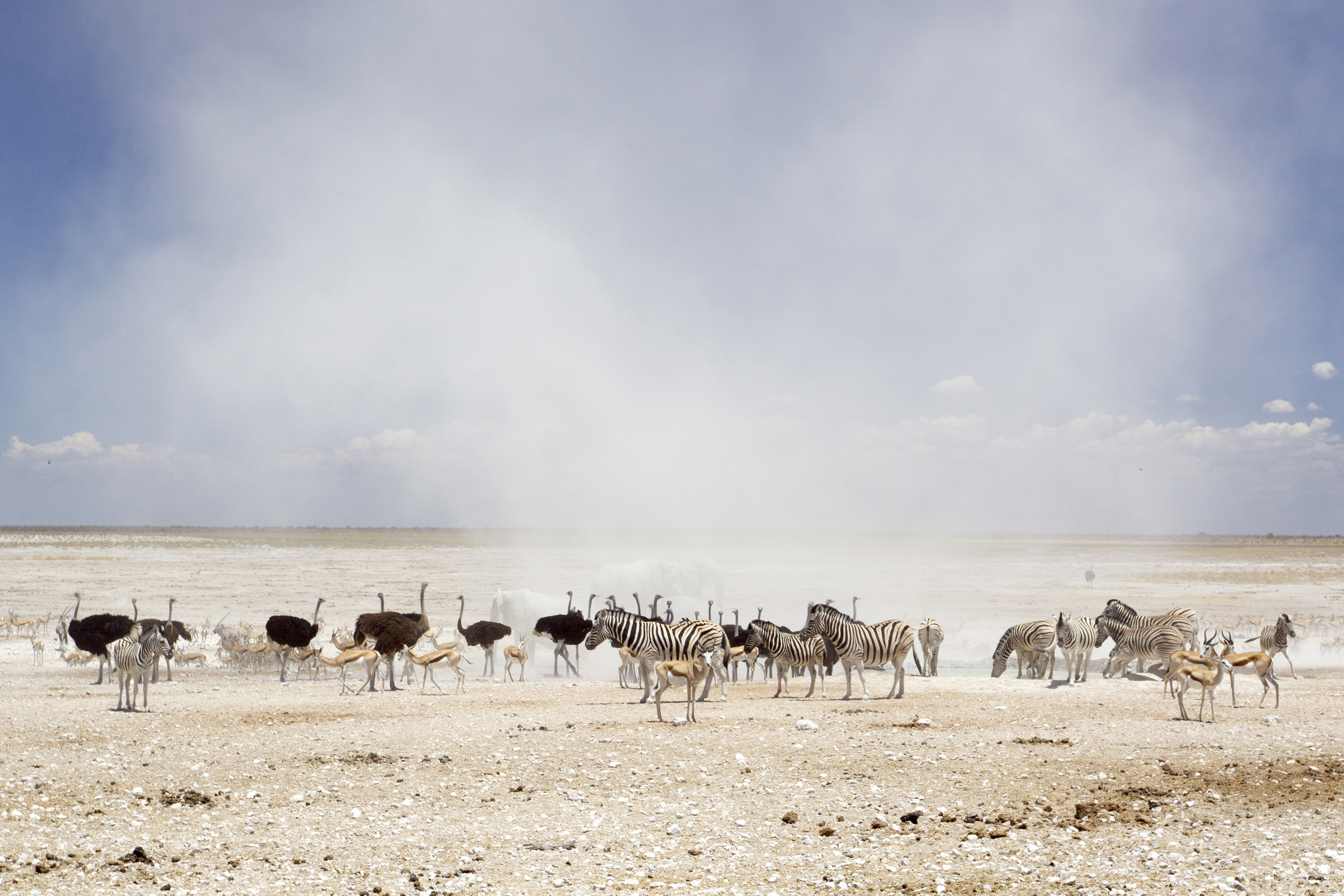
Bụi cát tại hố nước Nebrownii tại Vườn quốc gia Etosha
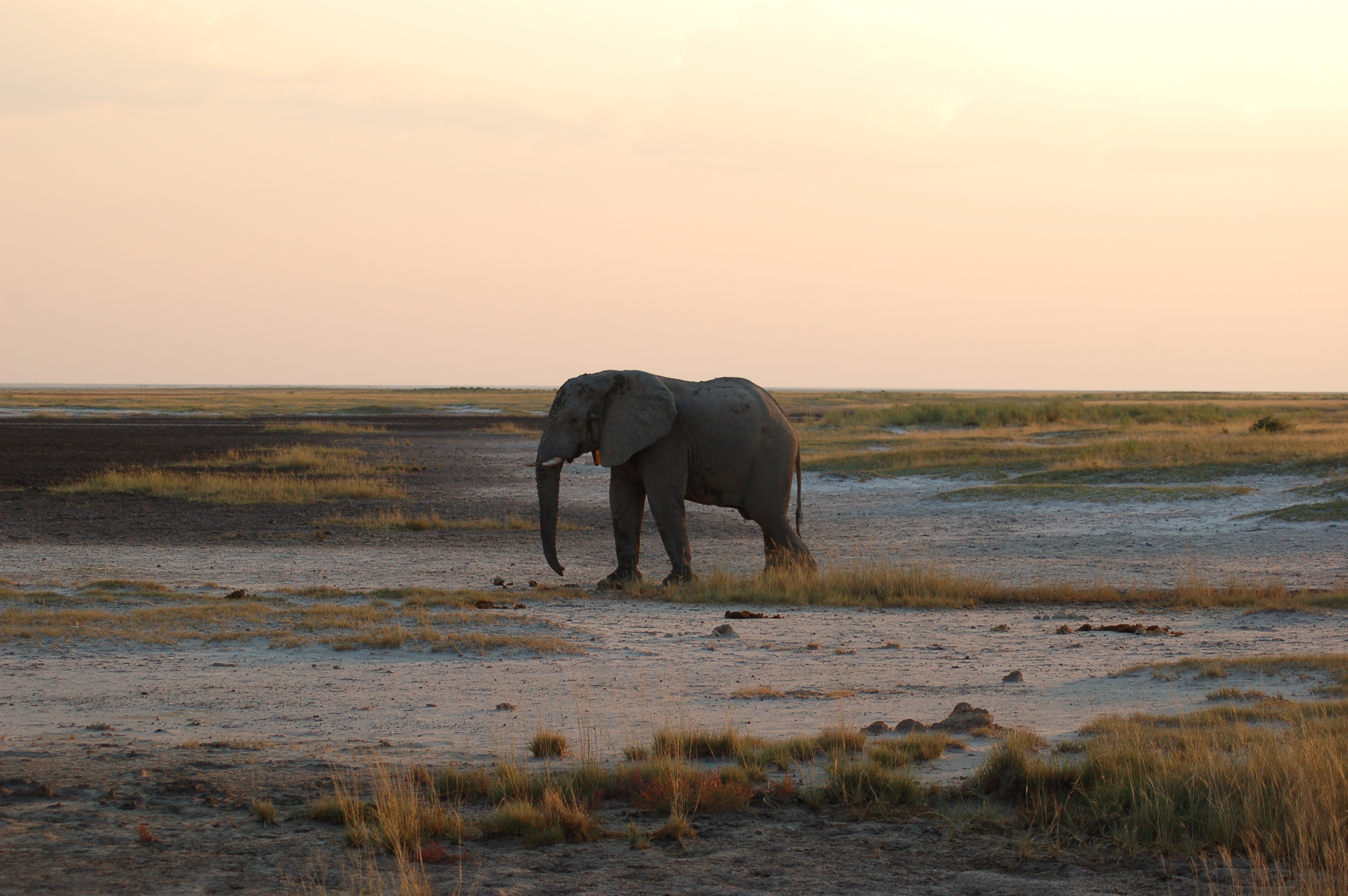
Voi đồng cỏ châu Phi
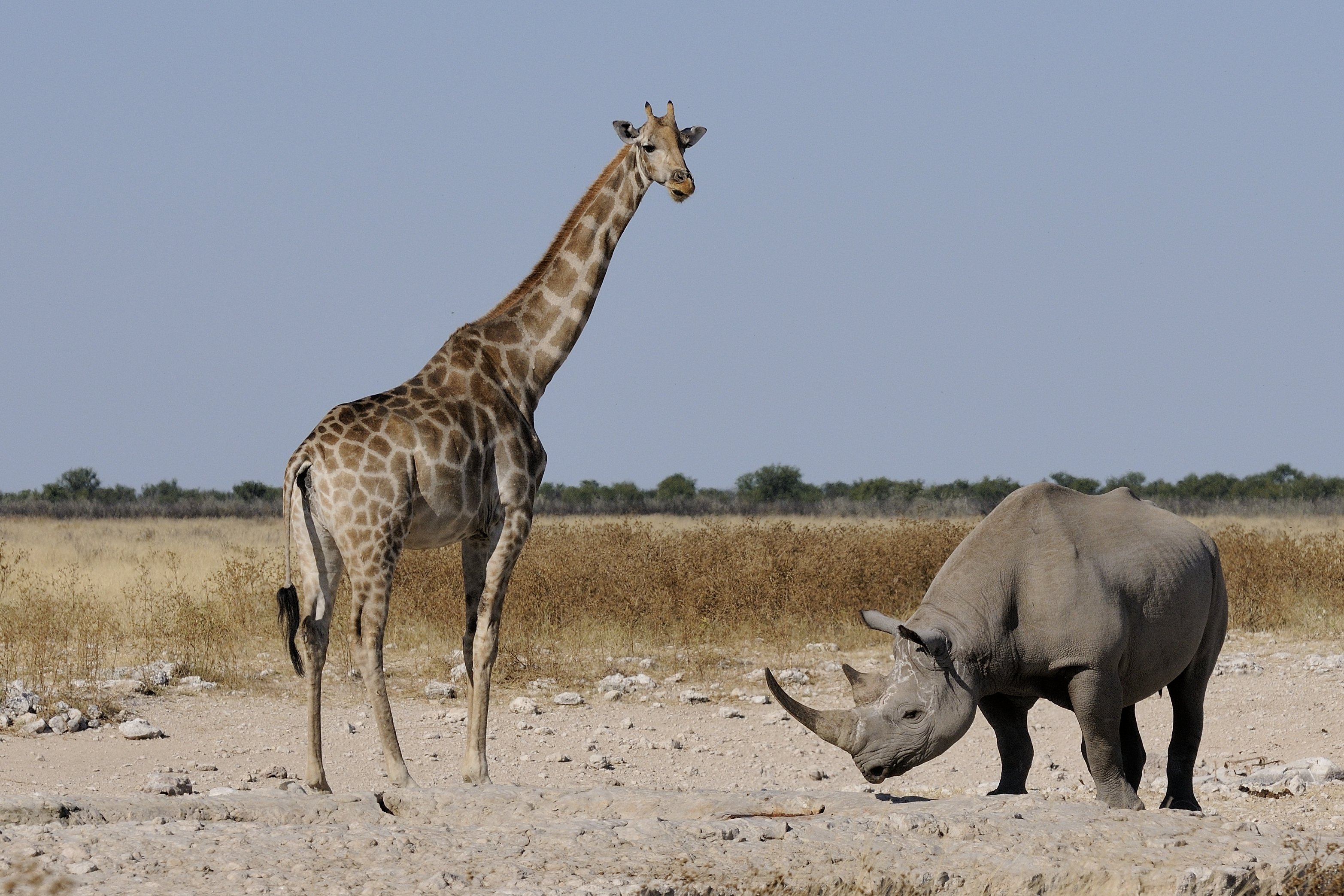
Tê giác đen với một con hươu cao cổ
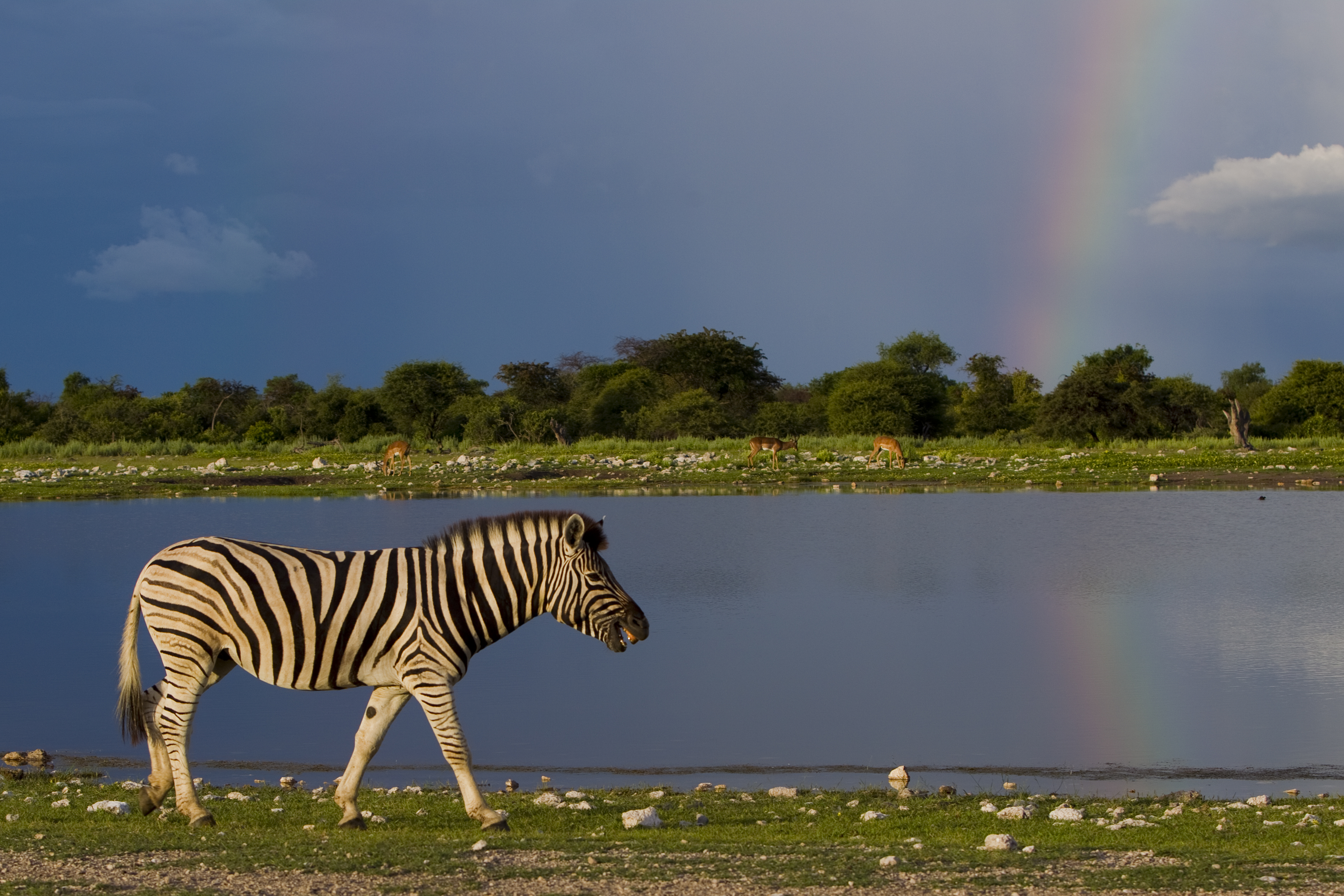
Ngựa vằn đồng bằng
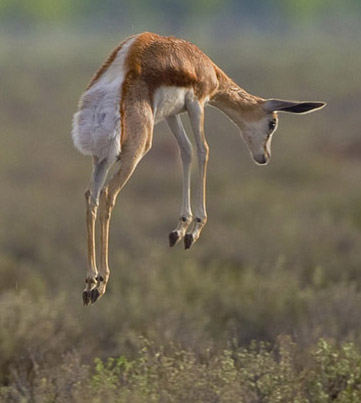
Linh dương nhảy
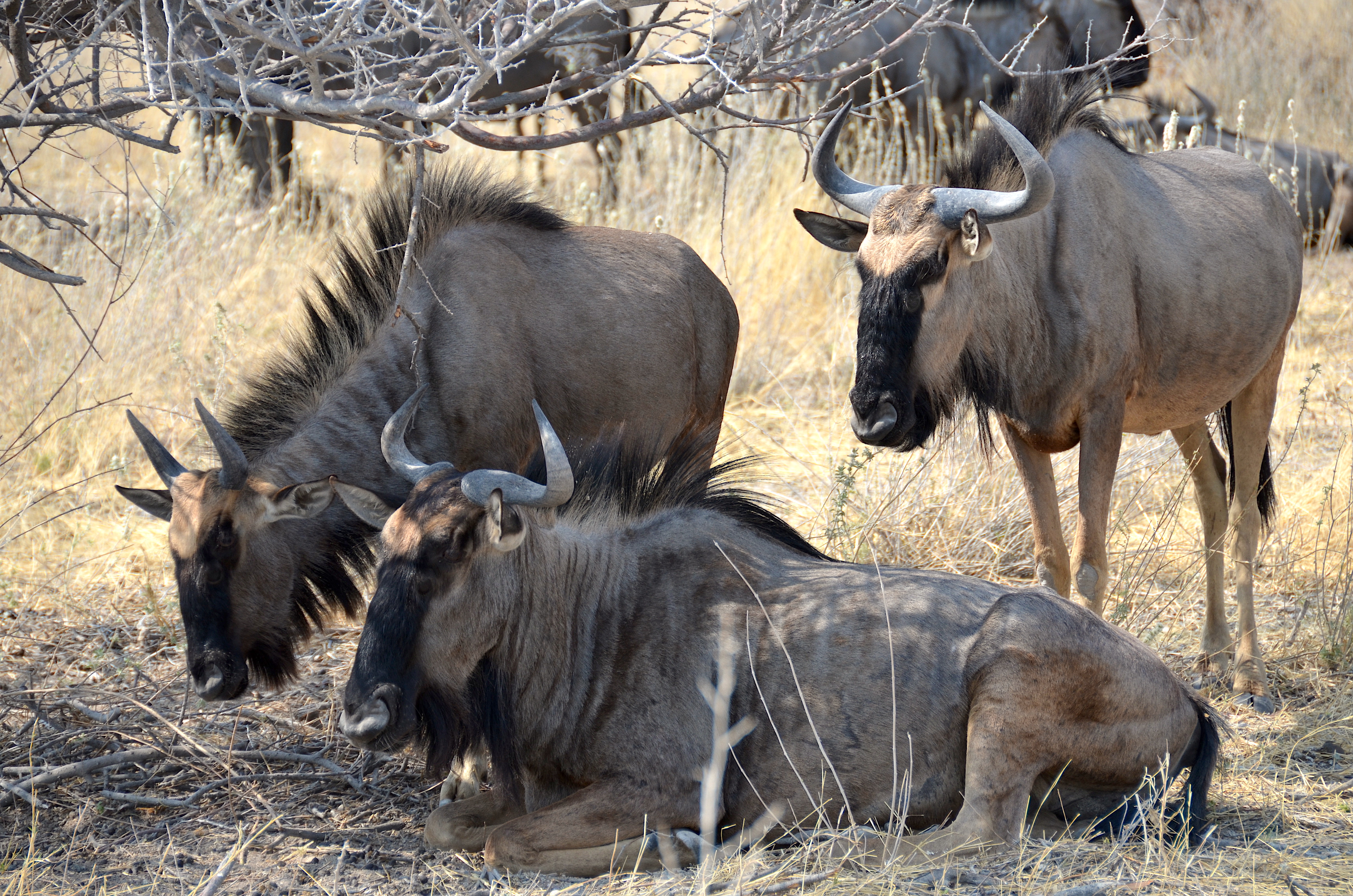
Linh dương đầu bò xanh
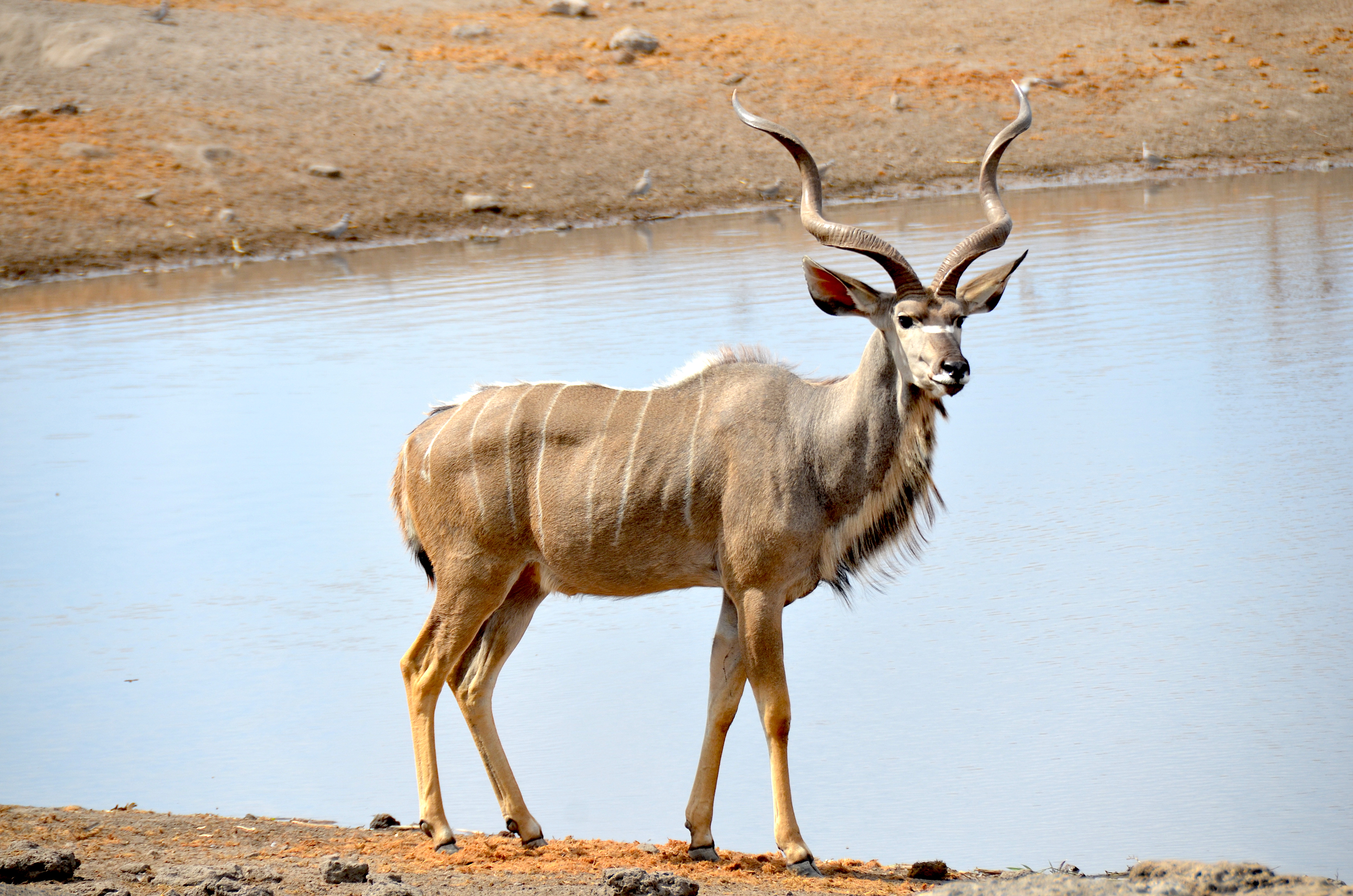
Linh dương Kudu lớn tại hố nước Chudop
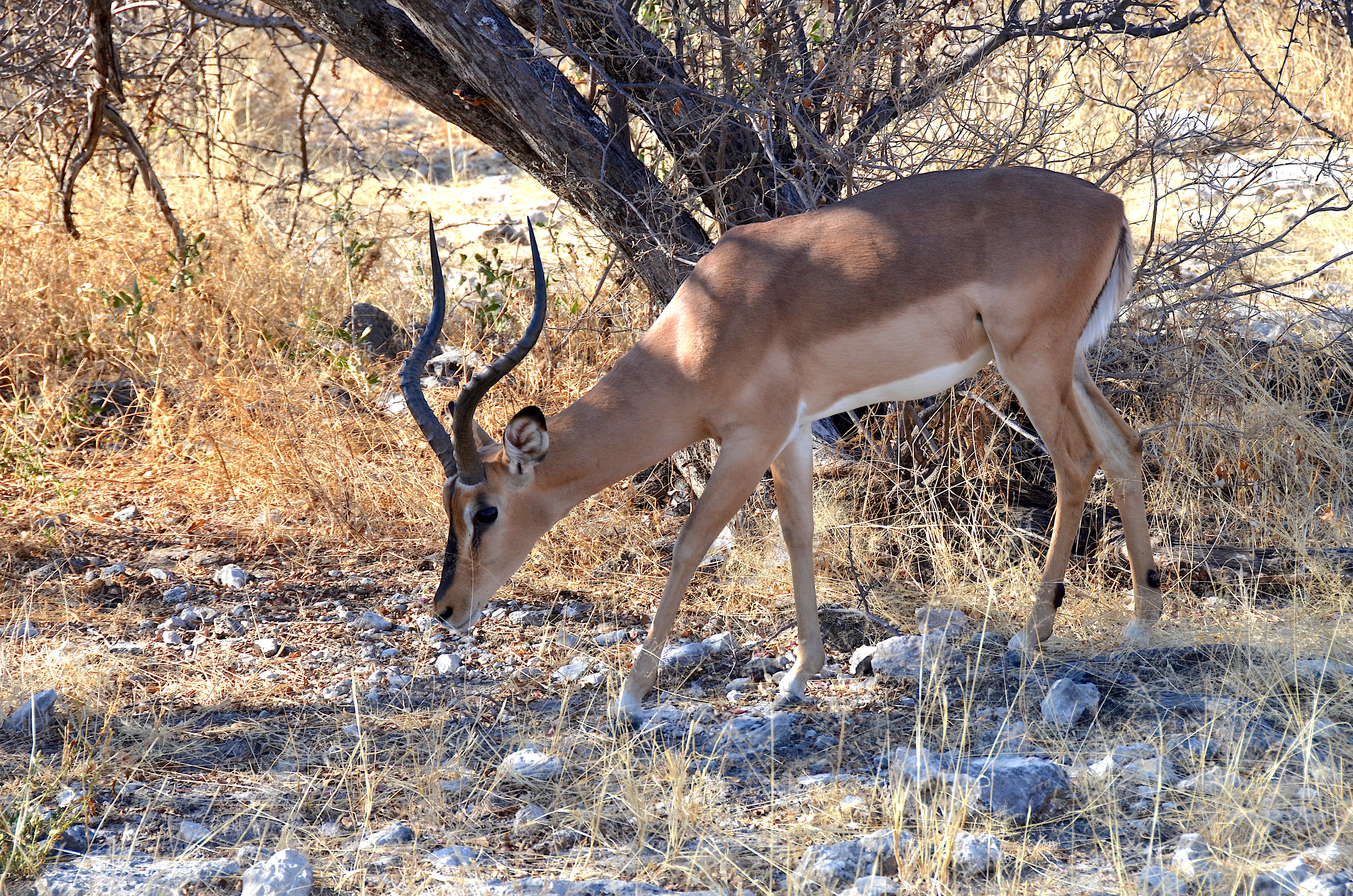
Linh dương Impala
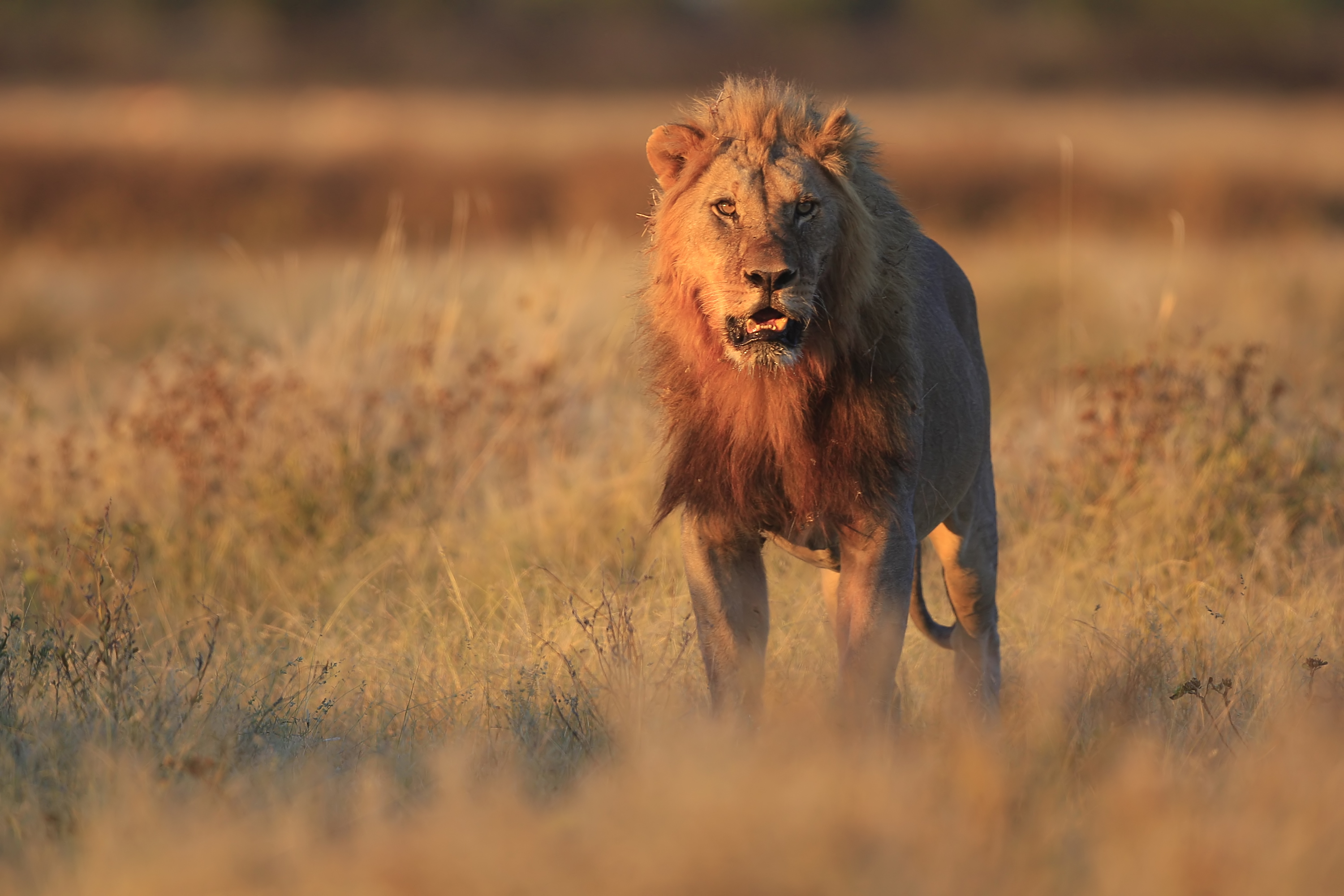
Sư tử tại hố nước Gemsbokvlakte
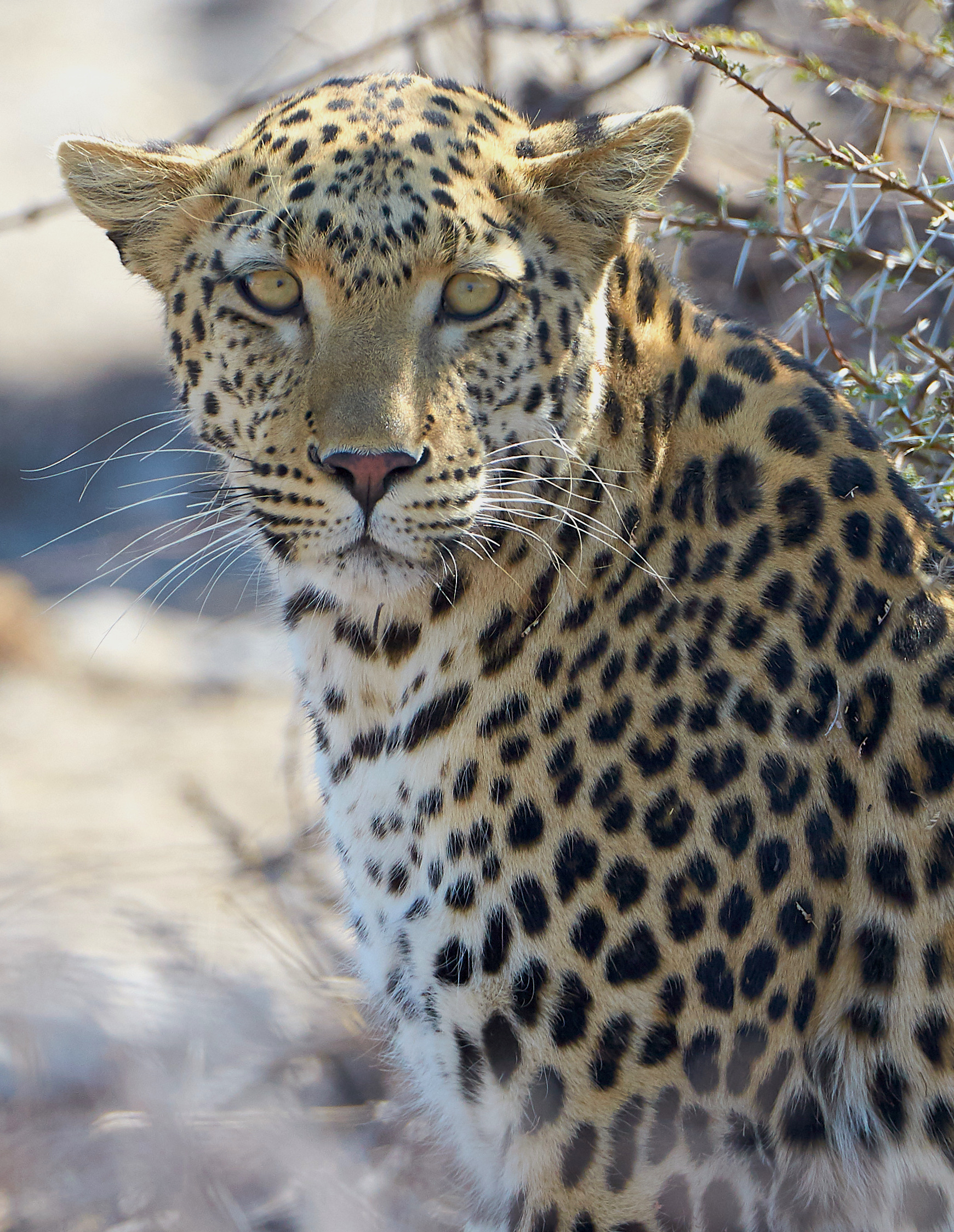
Báo hoa mai gần hố nước Okevi
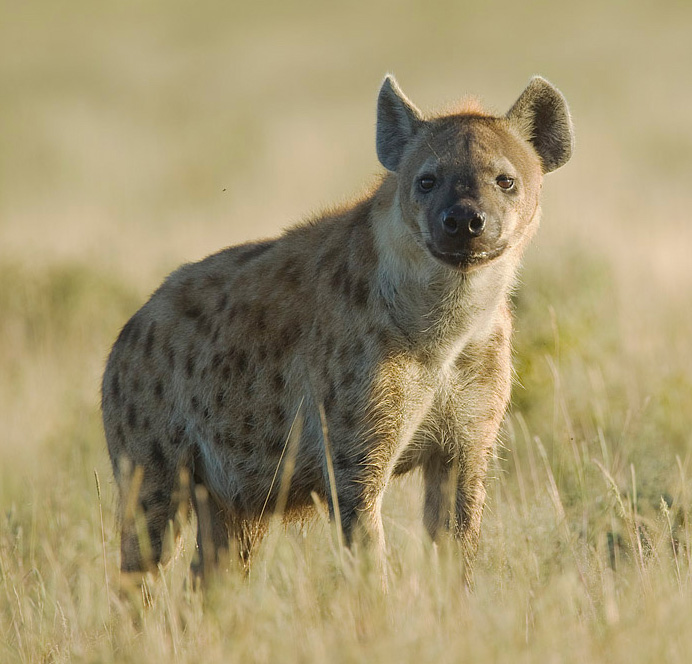
Linh cẩu đốm